# Noerpel-Gruppe
Die Noerpel-Gruppe ist Anbieter für integrierte Logistikdienstleistungen in Süddeutschland mit Hauptsitz in Ulm. Das Unternehmen wurde 1881 gegründet und ist in vierter und fünfter Generation familiengeführt.
Die Noerpel-Gruppe beschäftigt ca. 3.700 Mitarbeiter an 29 Standorten in Deutschland und der Schweiz (Baienfurt/Ravensburg, Diepoldsau CH, Elsdorf, Giengen a.d. Brenz, Hamburg, Heidenheim a.d. Brenz, Hilden, Kempten, Kreuzlingen CH, Langenfeld, Langenhagen, Leverkusen, Neuburg/Inn, Odelzhausen, Ötigheim, Plattling, Sattledt (Linz) AT, Singen, Stuttgart, Teningen, Ulm, Villingen-Schwenningen, Wiener Neudorf (Wien) AT).
Im Geschäftsjahr 2024 betrug der Gruppenumsatz von Noerpel rund 710 Millionen Euro.
Zur Unternehmensgruppe zählen seit 2012 die Heidenheimer Kentner Kraftwagen-Spedition GmbH & Co. KG, seit 2014 die Ascherl-Noerpel GmbH & Co. KG, seit sowie seit 2019 die Lebert & Co. Int. Spedition GmbH & Co. KG. Seit 2021 zählt auch die Logistik2000 AG zur Unternehmensgruppe und 2023 wurde sowohl die ERKA Internationale Spedition GmbH & Co. KG als auch die WEHNER Logistics GmbH & Co. KG übernommen.

## Unternehmensgeschichte

### Gründungsjahre

Der erste Noerpel-Standort in Friedrichshafen

Carl Ernst Noerpel

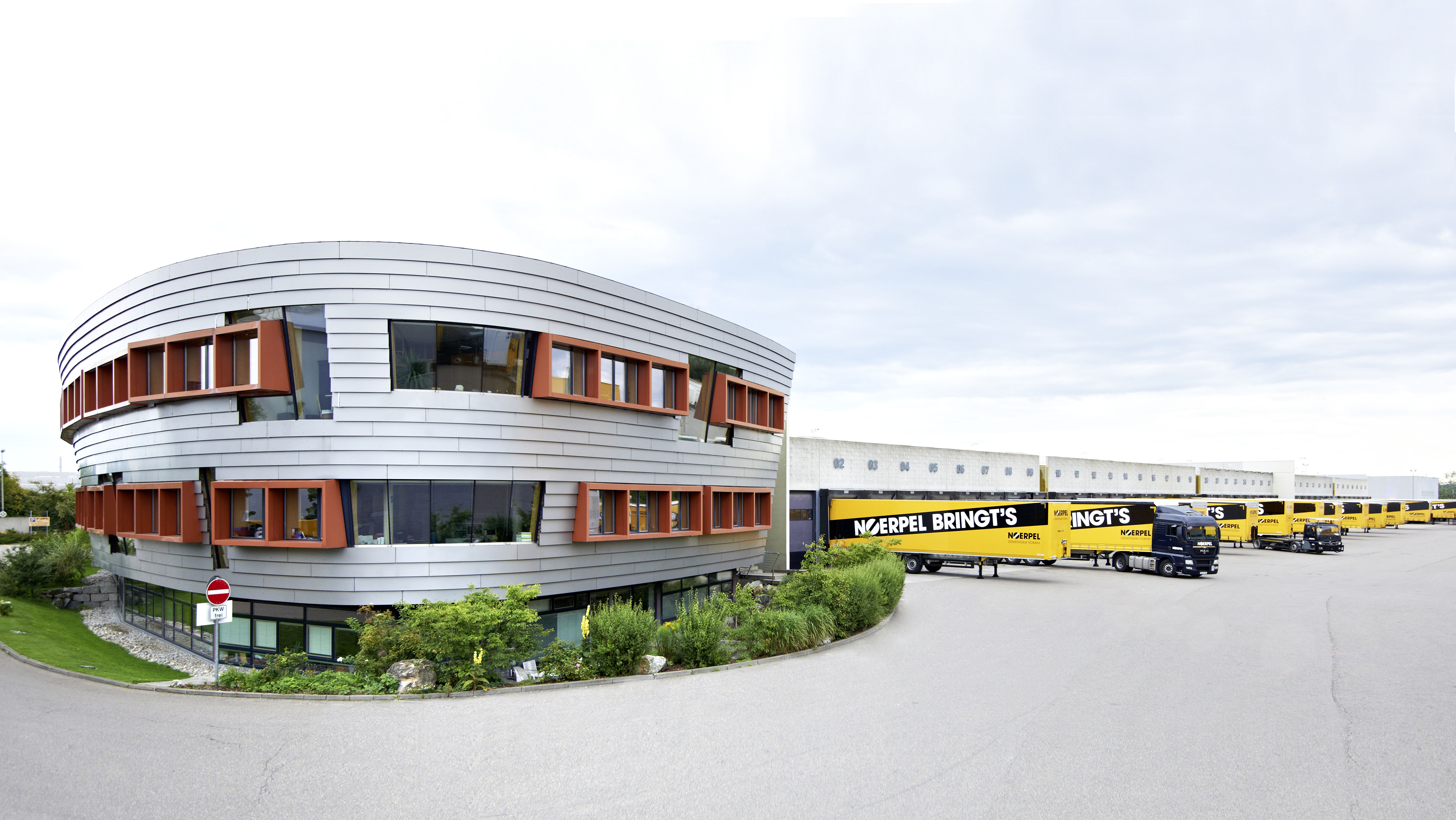
Noerpel Standort in Ulm 2014

1881 gründete Carl Ernst Noerpel das Unternehmen in Friedrichshafen. Zunächst lag der Schwerpunkt auf der Lagerung und dem Transport von Getreide. Bis 1932 eröffnete das bahnamtliche Rollfuhrunternehmen zwölf Niederlassungen in Deutschland, Österreich und der Schweiz. Im Jahr 1944 zerstörten Luftangriffe einen Großteil der Standorte.

### Das Unternehmen nach 1945
Egon Noerpel, Sohn von Carl Ernst Noerpel, führte das Unternehmen zunächst in zerbombten Kasernen weiter und baute es wieder auf. 1968 zog die Zentrale in Ulm von der Innenstadt ins Industriegebiet Donautal. Von dort aus vergrößerte der Neffe von Egon Noerpel, Hartmut Noerpel-Schneider, das Unternehmen in den nächsten 30 Jahren um insgesamt 70.000 Quadratmeter Fläche in Süddeutschland. 1982 gründete Noerpel gemeinsam mit zehn regional tätigen Spediteuren die erste deutsche Stückgutkooperation IDS Logistik. Sieben Jahre später war Noerpel bei der Gründung von German Parcel (heute GLS) beteiligt.
Ab 1989 war Stefan Noerpel-Schneider, zunächst neben seinem Vater, Geschäftsführer der Noerpel-Gruppe; ab 1998 war er geschäftsführender Gesellschafter. Im Jahr 2014 wurden seine Kinder Judith und Lucas Noerpel-Schneider als Gesellschafter in die Gruppe aufgenommen.

### Zukäufe
Im Jahr 2009 übernahm Noerpel das Logistikunternehmen Fross in Freiburg/Teningen. Drei Jahre später folgte die Übernahme der Spedition Kentner und 2013 die der Kühne + Nagel-Niederlassung in Villingen-Schwenningen. 2014 wurden die vier Ascherl-Standorte in die Gruppe integriert. 2015 übernahm der Logistikdienstleister das Stückgutgeschäft der Rapid-Gruppe in Hamburg. Zum ersten Januar 2019 erfolgte die Übernahme der Franz Lebert & Co. Int. Spedition GmbH & Co. KG. Der Standort in Durach wurde aufgelöst und im Haus der Franz Lebert & Co. Int. Spedition GmbH & Co. KG integriert. 2021 wurde die Logistik2000 AG in Diepoldsau, Schweiz, übernommen und 2023 die ERKA Internationale Spedition und der E-Commerce-Fulfillment-Spezialist Wehner Logistics aus Leverkusen in die Unternehmensgruppe integriert. Zum 1. Januar 2024 wurde der Netzwerkstandort Ötigheim bei Karlsruhe von der Gras Gruppe übernommen. Ebenfalls beteiligt sich die Noerpel-Gruppe seit Anfang des Jahres 2024 an dem österreichischen Logistikunternehmen Johann Weiss mit Hauptsitz in Wiener Neudorf.

## Produkte und Dienstleistungen
Die integrierten Dienstleistungslösungen umfassen die Bereiche Transport, Kontraktlogistik, Co-Packing und Personaldienstleistung.
Die Transportdienstleistungen umfassen dabei Teil- und Komplettladungen, Stückguttransport sowohl national als auch in den Europaverkehren. Außerdem Beschaffungslogistik, Luft- und Seefracht sowie Paketlogistik.
In der Kontraktlogistik bietet die Noerpel-Gruppe Produktions-, Distributions-, Ersatzteillogistik an. Außerdem auch Retourenmanagement, Schwergutlogistik und Inhouselogistik. Komplexe B2C-Lösungen können ebenso abgebildet werden wie das E-Commerce-Fulfillment.
Die Personaldienstleistung der Noerpel-Gruppe bietet neben der Personalüberlassung auch die Services der Direktvermittlung, Onsite-Management und dem Personal-Outsourcing an.
Darüber hinaus bietet Noerpel für Unternehmen aus Industrie und Handel individuelle Lösungen im Bereich E-Commerce Fulfillment.

## Kooperationen und Netzwerke
Noerpel ist Gründungsmitglied und Gesellschafter der Stückgutkooperation IDS Logistik und wickelt über das Sammelgutnetzwerk Sendungen innerhalb Deutschlands und Europas ab.
Seit März 2015 ist der geschäftsführende Gesellschafter Stefan Noerpel-Schneider für zwei Jahre Beiratsvorsitzender der IDS.
Über ihre Ascherl-Noerpel-Standorte in Hamburg und Hilden sowie die Niederlassung in Heidenheim (ehem. Kentner-Kraftwagenspedition) ist die Gruppe zudem Mitglied im Stückgutnetzwerk 24plus. Über die Kooperation wickelt Noerpel europaweite Hub- und Direktverkehre ab.
Ebenfalls sind die Standorte Kempten, Baienfurt und Lebert Kreuzlingen Mitglied der Kooperation Cargoline. Hier ist Noerpel auch Gesellschafter.